# Estado de Kasala
Kasala (a veces Ash Sharqiya) es uno de los 18 estados de Sudán. Tiene un área de 36.710 km² y una población estimada de 1.400.000 (2000). La región recibe el nombre de su capital, Kasala.
El idioma general es el árabe, si bien es cierto que también se habla el tigri, idioma que proviene de la misma tribu del oeste de Eritrea.
- Datos: Q954963